# Barcea
Barcea is een Roemeense gemeente in het district Galați.
Barcea telt 6222 inwoners.